# 2-Меркаптоэтанол
2-меркаптоэтанол (β-меркаптоэтанол, BME, 2BME, 2-ME, β-met) — химическое сераорганическое соединение, производное этиленгликоля и этандитиола. Восстанавливающий агент, используемый для восстановления дисульфидных связей. Антиоксидант, используемый для деактивации свободных радикалов. Широко используется, так как гидроксильная группа обеспечивает хорошую растворимость в воде и снижает летучесть. Как и большинство тиолов имеет неприятный запах.

## Синтез
2-меркаптоэтанол может быть синтезирован в реакции сероводорода с оксидом этилена:

## Химические свойства
2-меркаптоэтанол взаимодействует с альдегидами и кетонами. Данная реакция делает меркаптоэтанол важной защитной группой.

## Применение

### Восстановление дисульфидных связей в белках
Некоторые белки денатурируют в присутствии 2-меркаптоэтанола из-за восстановления дисульфидных связей:
cysS-Scys + 2 HOCH2CH2SH → 2 cysSH + HOCH2CH2S-SCH2CH2OH
Восстановление дисульфидных связей приводит к разрушению третичной и четвертичной структуры белков. Поэтому меркаптоэтанол часто используют при исследовании структуры белков, например, для перевода всех молекул белка из олигомерного в мономерное состояние. Однако, из-за того, что 2-меркаптоэтанол образует аддукты со свободными цистеинами и является более токсичным, чем дитиотреитол, в молекулярной биологии и биохимии чаще используют последний, особенно при анализе белков в полиакриламидном геле. Дитиотреитол также является более мощным восстановителем, и имеет при рН 7 восстановительный потенциал −0,33 В, в то время как 2-меркаптоэтанол −0,26 В.
В биохимических исследованиях также используют трис(2-карбоксиэтил)фосфин (англ. TCEP), который не обладает неприятным запахом.
2-меркаптоэтанол более стабилен, чем дитиотреитол (2-ME: t1/2>100 часов при pH 6,5, t1/2=4 часа при рН 8,5; DTT: t1/2=40 часов при pH 6,5, t1/2=1,5 часа при pH 8,5; Stevens et al., 1983), но более летуч.

### Предотвращение окисления белков
2-меркаптоэтанол и другие восстанавливающие агенты добавляют к компонентам ферментативных реакций для ингибирования окисления свободных сульфогидрильных остатков и поддержания белковой активности.

### Денатурирование рибонуклеаз
2-меркаптоэтанол используют при выделении РНК для элиминирования РНКазы, которая освобождается при разрушении клеток. Он препятствует расщеплению РНК в процессе выделения.

## Безопасность
2-меркаптоэтанол является токсичным веществом, вызывает раздражение дыхательных путей, кожи, боли в животе и потенциально может приводить к смертельному исходу.